# Nurdle (granule)
Un nurdle, aussi connu sous le nom de « larme de sirène », est un granule de plastique de pré-production ou granulé plastique, une pastille de plastique utilisée dans l'industrie pour la fabrication de produits en plastique. Les nurdles sont des microplastiques (taille inférieure à cinq millimètres), principalement fabriqués à partir de polyéthylène, polypropylène, polystyrène, polychlorure de vinyle et autres plastiques ou résines synthétiques. Les nurdles sont à la base, via l'extrusion ou le moulage par injection, d'articles de la vie quotidienne, notamment des bouteilles d'eau, des conteneurs et des sacs.

## Impact sur l'environnement

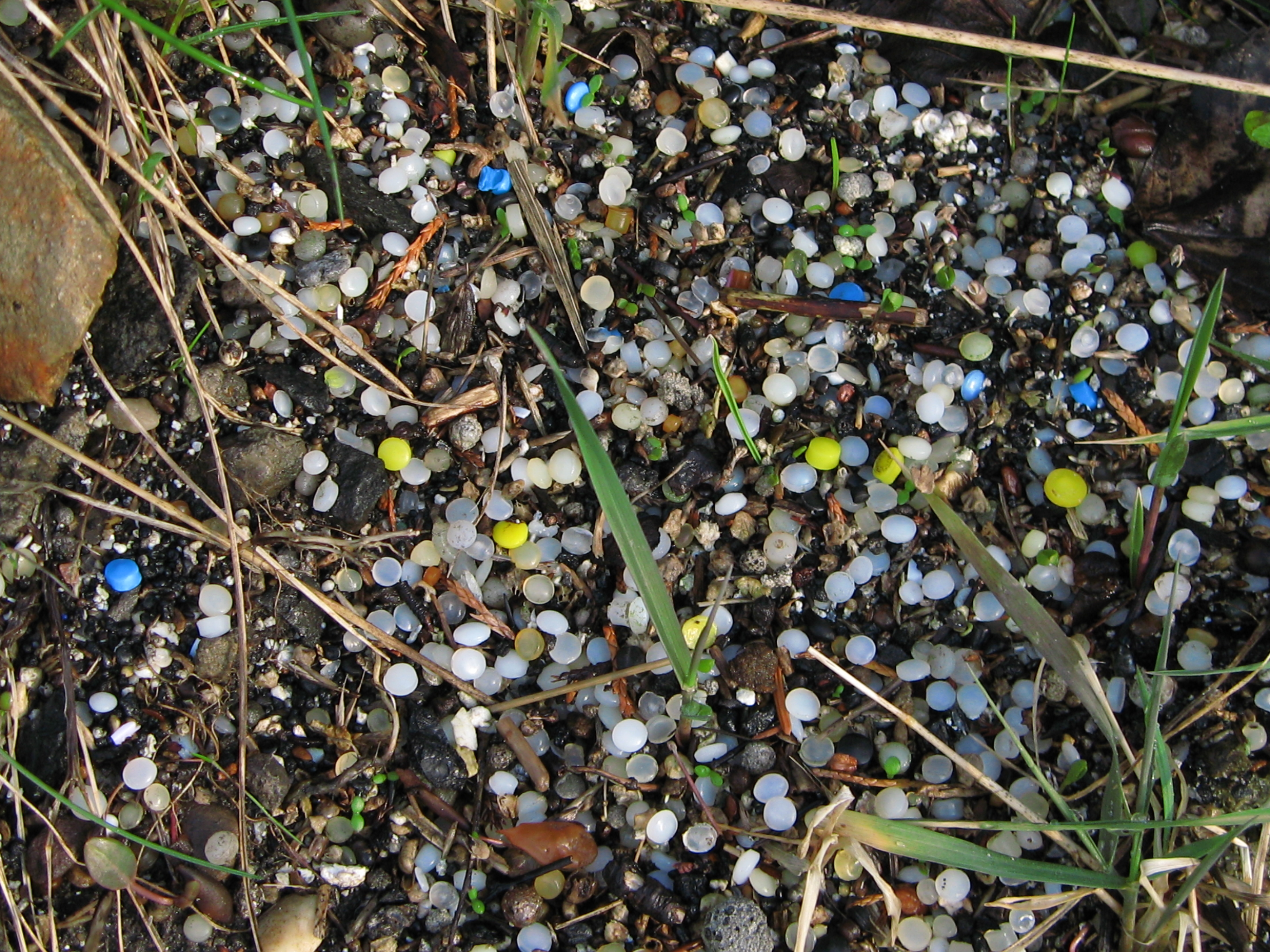
accumulation de « larmes de sirène » (en anglais : mermaid’s tears ou nurdles) dans l'environnement (2008), source future de nanoplastiques

Ces plastiques s'échouent sur les bords des rivières, des plages et des lacs du monde entier  et ce depuis les années 1940 et 50. Les granulés se retrouvent dans l'océan  par des déversements accidentels lors du transport. Ils se déplacent rapidement car ils sont suffisamment petits pour être emportés par le vent et flotter sur l'eau. Les nurdles continuent de se décomposer en devenant encore plus petits.

### Écosystèmes
Les nurdles perturbent de nombreux écosystèmes. Certains oiseaux et poissons peuvent confondre ces morceaux de plastique avec leur nourriture et finissent par mourir de faim à cause de la quantité de plastique qu'ils ont mangée. Les nurdles peuvent contenir des toxines et d'autres produits chimiques nocifs, connus sous le nom de polluants organiques persistants (POP), qui, mangés par les poissons, peuvent les empoisonner, ce qui les rend impropres à la consommation. Des biofilms contenant des agents pathogènes nocifs pour l'homme peuvent également se former sur les nurdles.